# Lajos Bíró
Lajos Bíró (Oradea, 22 de agosto de 1880 — Londres, 9 de setembro de 1948) foi um roteirista húngaro.

## Filmografia
- A Vanished World (1922)
- Tragedy in the House of Habsburg (1924)
- Eve's Secret (1925)
- A Modern Dubarry (1927)
- The Heart Thief (1927)
- The Last Command (1928)
- Yellow Lily (1928)
- Women Everywhere (1930)
- Service for Ladies (1932)
- The Golden Anchor (1932)
- Strange Evidence (1933)
- The Private Life of Henry VIII (1933)
- The Private Life of Don Juan (1934)
- Sanders of the River (1935)
- The Ghost Goes West (1935)
- The Man Who Could Work Miracles (1936)
- Knight Without Armour (1937)
- The Divorce of Lady X (1938)
- Five Graves to Cairo (1943)

## Prêmios e indicações
- Indicado: Oscar de melhor roteiro original — The Last Command (1927)